# Athetis fuscata
Athetis fuscata là một loài bướm đêm trong họ Noctuidae.